# Вајт Плејнс (Кентаки)
Вајт Плејнс (енгл. White Plains) град је у америчкој савезној држави Кентаки.

## Демографија
По попису из 2010. године број становника је 884, што је 84 (10,5%) становника више него 2000. године.
| Група             | 2000.       | 2010.       |
| Белци             | 766 (95,8%) | 860 (97,3%) |
| Афроамериканци    | 5 (0,6%)    | 8 (0,9%)    |
| Азијати           | 2 (0,3%)    | 4 (0,5%)    |
| Хиспаноамериканци | 20 (2,5%)   | 4 (0,5%)    |
| Укупно            | 800         | 884         |